# Dendroecología
La dendroecología es el uso en estudios ecológicos de la información almacenada en los anillos de crecimiento de las especies leñosas, especialmente árboles. La dendrocronología es una de las principales herramientas utilizadas en este campo de la Ecología, si bien existen otras técnicas complementarias, como el análisis químico de los anillos.
La mayor parte de los árboles tienen un crecimiento discontinuo con motivo de los cambios ambientales debido a las estaciones. De este modo, suelen presentar una época de crecimiento cuando las condiciones ambientales les son favorables, y una época de latencia cuando no lo son (por ejemplo en invierno o en estaciones secas). Esto causa que la madera crezca formado capas que se añaden sobre las del año anterior. Si observamos una sección transversal de un tronco, veremos que estas capas se disponen como anillos concéntricos. 
Estos anillos conservan información acerca de los factores ambientales que afectan al árbol. Por ejemplo, las variaciones en la tasa de crecimiento pueden indicar variaciones en las condiciones climáticas, y eventos puntuales como incendios, aludes de nieve o infecciones quedan también registrados al dejar marcas visibles. Así mismo, la presencia de contaminantes u otros factores pueden influir en la composición química de la madera. De este modo, el dendroecólogo dispone de un registro temporal de las condiciones ambientales del pasado.